# Krndija
Krndija (deutsch: Kerndia) ist eine Siedlung in der Gemeinde Punitovci in der Gespanschaft Osijek-Baranja im Osten Kroatiens.
Von 1919 bis 1945 war Krndija eine eigenständige und überwiegend deutschsprachige Gemeinde. Bis zur Vertreibung der Einwohner im Zweiten Weltkrieg zählte die Gemeinde rund 1700 Einwohner. Seit 2019 gehört die Siedlung zur Gemeinde Punitovci und war bis zu diesem Zeitpunkt das einzige Dorf in kroatischem Staatsbesitz. 2021 lebten noch 39 Personen in Krndija.

## Geschichte
Das Dorf wurde zwischen 1882 und 1883 gegründet, als vorwiegend deutsche Einwanderer aus der Batschka auf Geheiß des damaligen Bischofs von Đakovo, Josip Juraj Strossmayer, sich hier niederließen. Mit der Absicht, die umliegenden Eichenwälder  zu roden und in fruchtbares Ackerland zu verwandeln, gründete der Bischof neben Krndija zur selben Zeit die Dörfer Jurjevac Punitovački und Josipovac Punitovački. Die Dörfer wurden dabei mit Siedlern verschiedener Herkunft und Nationalitäten besiedelt.
Die Neuankömmlinge brachten neue handwerkliche Fähigkeiten mit, insbesondere beim Trockenlegen der sumpfigen Gebiete entlang des Flusses Vuka und der Abholzung der Wälder. Das Gebiet wurde in fruchtbares Ackerland umgewandelt und neue Pflanzen und neue Lebensmittel wurden eingeführt. Die Bewohner pflanzten Maulbeerbäume, Linden und Akazienbäume. Das Dorf wuchs schnell und um 1910 war Krndija bereits der viertgrößte Ort mit den absolut meisten deutsprachichgen Bewohnern im Bezirk Đakovo. Im Jahr 1916 wurde Krndija von Punitvoci losgelöst und eine eigenständige Gemeinde.
Schwierige Zeiten brachen für das Dorf am Ende des Zweiten Weltkriegs an, als anhaltenden Partisanenangriffe der Bevölkerung immer mehr zusetzten. Schließlich erfolgte die Flucht und Vertreibung der Einwohner am 27. Oktober 1944. In den darauffolgenden Monaten wurden die Häuser geplündert und abgerissen. Mit August 1945 wurde das Dorf in ein Internierungs- und Arbeitslager umfunktioniert.

## Kirche
Die Kirche zur Erhöhung des heiligen Kreuzes ist eine römisch-katholische Kirche und wurde in den Jahren 1934 bis 1937 errichtet und am 3. Mai 1937 eingeweiht. Mit der Vertreibung Bevölkerung im Jahr 1944 wurden Kirche und Glockenturm schwer beschädigt und verwüstet. Nach Kriegsende diente die Kirche eine Zeit lang als Lager für landwirtschaftliche Produkte und Düngemittel.
Nach mehr als 50 Jahren wurde die Kirche auf Initiative von Franjo Lee Pek und Mithilfe der Pfarre Punitovci und ehemaligen Bewohnern Krndijas vor dem Verfall gerettet und wieder aufgebaut. Die erneute feierliche Einweihung fand am 3. Mai 2003 statt. Weitere Sanierungsarbeiten am Dach der Kirche wurden im Jahr 2017 durchgeführt. Unter Beisein Erzbischofes von Đakovo-Osijek Djuro Hranic wurde am 15. September 2020 in der Kirche zum ersten Mal seit 80 Jahren wieder das Sakrament der Firmung gespendet.

## Bevölkerung
| Bevölkerungsentwicklung | Bevölkerungsentwicklung | Bevölkerungsentwicklung | Bevölkerungsentwicklung | Bevölkerungsentwicklung | Bevölkerungsentwicklung | Bevölkerungsentwicklung | Bevölkerungsentwicklung | Bevölkerungsentwicklung | Bevölkerungsentwicklung | Bevölkerungsentwicklung | Bevölkerungsentwicklung | Bevölkerungsentwicklung | Bevölkerungsentwicklung | Bevölkerungsentwicklung | Bevölkerungsentwicklung | Bevölkerungsentwicklung | Bevölkerungsentwicklung |
| ----------------------- | ----------------------- | ----------------------- | ----------------------- | ----------------------- | ----------------------- | ----------------------- | ----------------------- | ----------------------- | ----------------------- | ----------------------- | ----------------------- | ----------------------- | ----------------------- | ----------------------- | ----------------------- | ----------------------- | ----------------------- |
| Jahr                    | 1857                    | 1869                    | 1880                    | 1890                    | 1900                    | 1910                    | 1921                    | 1931                    | 1948                    | 1953                    | 1961                    | 1971                    | 1981                    | 1991                    | 2001                    | 2011                    | 2021                    |
| Einwohner               | 0                       | 0                       | 0                       | 1.059                   | 916                     | 1.016                   | 1.151                   | 1.399                   | 420                     | 707                     | 365                     | 291                     | 169                     | 11                      | 96                      | 64                      | 39                      |

## Lager Krndija
Der Ort wurde im August 1945 in ein Arbeitslager für Kriegsgefangen und vorwiegend verbliebene, deutschstämmige Zivilisten umgewandelt. Man schätzt, dass insgesamt von 1945 bis 1946 zwischen 3500 und 4000 Personen im Lager Krndija interniert und eingesperrt waren. Zwischen 500 und 1500 Personen sollen dort den Tod gefunden haben; die Hauptursachen waren Unterernährung und Typhus. Die Personen wurden auf dem örtlichen Friedhof begraben, viele davon ohne Grabsteine oder Inschriften. Nach der Schließung des Lagers im Mai 1946 wurden die Lagerinsassen auf andere Lager aufgeteilt, wo sie zur weiteren Zwangsarbeit in landwirtschaftlichen oder anderen Betrieben gezwungen wurden.
Auf dem Friedhof in Krndija wurde am 7. Oktober 1997 ein Denkmal für die Opfer des Lagers in den Jahren 1945–1946 errichtet. Je eine Plakette in kroatischer und deutscher Sprache mit der Inschrift „IN EHRENDEM GEDENKEN DER DONAUSCHWÄBISCHEN OPFEN IM VERNICHTUNGSLAGER KERNDIA 1945 / 1946“ ziert das Denkmal.